# Xã Ridgway, Quận Gallatin, Illinois
Xã Ridgway (tiếng Anh: Ridgway Township) là một xã thuộc quận Gallatin, tiểu bang Illinois, Hoa Kỳ. Năm 2010, dân số của xã này là 937 người.